# Laurent Verbiest
Laurent Verbiest (Ostenda, 16 aprile 1939 – Ostenda, 2 febbraio 1966) è stato un calciatore belga, di ruolo difensore.

## Palmarès

### Club

#### Competizioni nazionali
- Campionato belga: 4

Anderlecht: 1961-1962, 1963-1964, 1964-1965, 1965-1966
- Coppa del Belgio: 1

Anderlecht: 1964-1965